# Obispillo

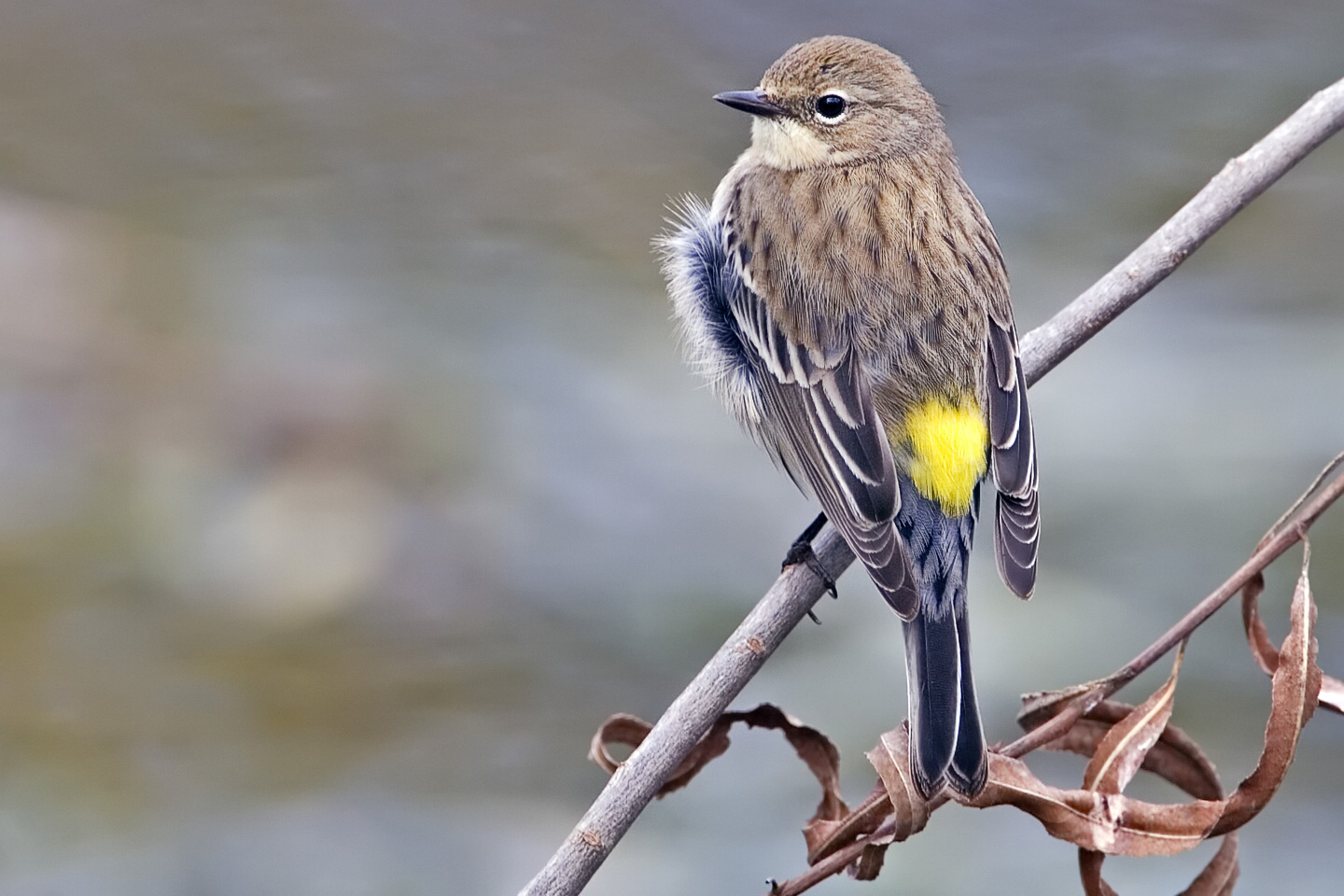
En muchas ocasiones el obispillo suele ser una zona de color contrastado con el resto del plumaje, como en el caso de esta reinita coronada (Dendroica coronata).

El obispillo es la parte de la anatomía de las aves inmediatamente superior a la cola. La coloración del plumaje de esta zona es una característica muy útil en la que fijarse para diferenciar entre especies, o entre sexos de una misma especie. Con las alas plegadas esta zona queda oculta.
Evolutivamente, la aparición del obispillo está unida a la del pigóstilo y las plumas rectrices.